# Вальдес Коста, Марио
Марио Артуро Вальдес Коста (исп. Mario Arturo Valdés Costa; 11 октября 1898, Исабела-де-Сагуа, провинция Вилья-Клара — 16 мая 1930, Нью-Йорк) — кубинский скрипач и композитор.
Сын железнодорожного служащего, игравшего на флейте как любитель; по материнской линии внук Ориоля Косты Суреды, возглавлявшего городской духовой оркестр в Сагуа-ла-Гранде. В девятилетнем возрасте начал учиться музыке в Сагуа-ла-Гранде, в 1914 году поступил в консерваторию Пейрельяде в Гаване, которую окончил в 1917 году с золотой медалью; брал также уроки гармонии у Мануэля Понсе. Участвовал в различных сборных концертах на Кубе, начал сочинять камерную музыку. С 1918 года продолжил обучение в Нью-Йорке, в том числе у Франца Кнайзеля (скрипка) и Эдуардо Трукко (композиция, гармония, контрапункт, инструментовка). Выступал с концертами в клубах и салонах города. С 1923 года жил и работал в городе Нью-Рошелл, где открыл музыкальную школу; с 1928 года концертмейстер городского оркестра.
Автор струнного квартета (1924), Тропической фантазии для оркестра (1928), ряда произведений для скрипки и фортепиано (многие из которых написаны в США, но навеяны воспоминаниями о Кубе), вокальной музыки.